# Macarena Rosset
Macarena Rosset (Buenos Aires, 23 febbraio 1991) è una cestista argentina con cittadinanza italiana.

## Carriera
Con l'Argentina ha disputato i Campionati mondiali del 2018.